# Schillerův dub
Schillerův dub je památný strom rostoucí ve Stráži nad Nisou, obci severozápadně od Liberce, krajského města Libereckého kraje na severu České republiky.

## Poloha a historie
Strom roste v centrální části Stráže, na křižovatce ulic Hakenovy a U Kina. Po Hakenově ulici kolem něj vede značená cyklotrasa číslo 3006. Západním směrem od stromu se nachází místní hřbitov, jihozápadním směrem pak kostel svaté Kateřiny na Bergerově náměstí a dál ve směru pak zdejší železniční zastávka na trati číslo 037 z Liberce přes Raspenavu a Frýdlant do Černous na česko-polské státní hranici. Zasazen byl místními občany roku 1905 u příležitosti stého výročí úmrtí německého básníka a dramatika Friedricha Schillera. Roku 2008 se ucházel o titul Strom roku. V klání nakonec skončil na čtvrtém místě, když vyhrála Lípa Jana Gurreho z Římova. O prohlášení stromu za památný rozhodl na konci ankety o Strom roku magistrát města Liberce, který 15. října 2008 vydal příslušný dokument, jenž nabyl své právní účinnosti ke dni 5. listopadu 2008.

## Popis
Památný strom je dub letní (Quercus robur) a dosahuje sedmnáctimetrové výšky. Obvod jeho kmene činí 262 centimetrů. Kolem stromu je vyhlášeno ochranné pásmo mající tvar kruhu s poloměrem ve velikosti desetinásobku průměru kmene ve výšce 130 centimetrů nad povrchem okolního terénu. V době vyhlášení tak měl poloměr ochranného pásma hodnotu 8 metrů.